# Ultima II: The Revenge of the Enchantress
Ultima II: The Revenge of the Enchantress, lanzada el 24 de agosto de 1982 (USCO# PA-317-502), es el segundo videojuego de rol de la serie Ultima. También fue el último juego Ultima publicado por Sierra On-Line antes de que el creador de la serie, Richard Garriot fundara Origin Systems.

## Argumento
Por la historia del juego, sabemos que el amante de Mondain, Minax, está amenazando nuestra Tierra a través de disturbios en el continuo espacio-tiempo, de modo que el jugador deberá guiar a un héroe a través del tiempo para destruirla.

## Desarrollo
Los fanáticos han especulado que Garriot estuvo algo contrariado por el condicionamiento de trabajar con Sierra On-Line y tuvo la intención de que este juego fuese parcialmente un ejercicio para aprender a codificar en lenguaje assembly y parcialmente una broma, inspirada por la película Time Bandits: el juego contiene varios anacronismos bizarros y decididamente inapropiados cuando es examinado en contexto con otros juegos de fantasía similares, tales como: 
-El mapa del mundo del juego es idéntico a la Tierra y el jugador debe visitar lugares mundanos como San Antonio, la Unión Soviética y el Reino Unido.
-Se usan armas modernas y futuristas.
-Referencias a la cultura pop completamente incongruentes y abundancia de chistes internos. 
Sin embargo, las armas futuristas y la tecnología ya aparecen también en el primer juego, y esta naturaleza incongruente puede ser fácilmente explicada por la fecha temprana de Ultima II, antes de que el género de juegos de rol de computadora hubiese desarrollado claramente sus directrices posteriores.
En suma, este juego es conocido por contener numerosos errores de diseño y bugs y muestra signos generales de haber sido lanzado apresuradamente al mercado antes de estar completamente terminado y probado (por ejemplo, se pueden encontrar grandes áreas del mapa con nada interesante en ellos). Por estas razones, La Venganza de la Hechicera es considerado como el juego Ultima más débil para muchos seguidores de la saga. A pesar de todo, Ultima II se vendió muy bien para su tiempo.
El juego fue relanzado con gráficos actualizados y un diseño de pantalla para Apple II sólo en 1989, pero esta versión de relanzamiento fue vendida sólo como parte de la Trilogía Ultima, colección de los tres primeros juegos, y Origin descontinuó su producto para Apple II poco después; así que el re-relanzamiento es relativamente raro.
La controversia con Sierra sobre los royalties por el puerto de IBM PC de este juego llevaron a Richard Garriot a iniciar su propia compañía, Origin Systems.